# Сан Бенедето (Асколи Пичено)
Сан Бенедето (итал. San Benedetto) насеље је у Италији у округу Асколи Пичено, региону Марке.
Према процени из 2011. у насељу је живело 51 становника. Насеље се налази на надморској висини од 338 м.